# Rodny Lopes Cabral
Rodny Lopes Cabral (Rotterdam, 28 gennaio 1995) è un calciatore olandese naturalizzato capoverdiano, difensore svincolato.

## Carriera

### Club
Il 18 agosto 2017 esordisce tra i professionisti con il Telstar nell'incontro di Eerste Divisie contro l'Eindhoven.
Il 23 luglio 2019 viene acquistato dal FC Politehnica Iași, formazione della massima serie rumena, con cui firma un contratto biennale.

### Nazionale
Nato nei Paesi Bassi, ha origini capoverdiane. Il 10 ottobre 2019 ha esordito con la nazionale capoverdiana nell'amichevole vinta 2-1 contro il Togo.

## Statistiche

### Presenze e reti nei club
Statistiche aggiornate al 18 agosto 2021.
| Stagione                   | Squadra                    | Campionato                 | Campionato | Campionato | Coppe nazionali | Coppe nazionali | Coppe nazionali | Coppe continentali | Coppe continentali | Coppe continentali | Altre coppe | Altre coppe | Altre coppe | Totale | Totale |
| Stagione                   | Squadra                    | Comp                       | Pres       | Reti       | Comp            | Pres            | Reti            | Comp               | Pres               | Reti               | Comp        | Pres        | Reti        | Pres   | Reti   |
| -------------------------- | -------------------------- | -------------------------- | ---------- | ---------- | --------------- | --------------- | --------------- | ------------------ | ------------------ | ------------------ | ----------- | ----------- | ----------- | ------ | ------ |
| 2017-2018                  | Telstar                    | 1D                         | 32         | 0          | CO              | 0               | 0               |                    | -                  | -                  |             | -           | -           | 32     | 0      |
| 2018-2019                  | Telstar                    | 1D                         | 36         | 2          | CO              | 0               | 0               |                    | -                  | -                  |             | -           | -           | 36     | 2      |
| Totale Telstar             | Totale Telstar             | Totale Telstar             | 68         | 2          |                 | 0               | 0               |                    | -                  | -                  |             | -           | -           | 68     | 2      |
| 2019-2020                  | FC Politehnica Iași        | L1                         | 22         | 1          | CR              | 4               | 0               |                    | -                  | -                  |             | -           | -           | 26     | 1      |
| 2020-2021                  | FC Politehnica Iași        | L1                         | 7          | 0          | CR              | 2               | 0               |                    | -                  | -                  |             | -           | -           | 9      | 0      |
| Totale FC Politehnica Iași | Totale FC Politehnica Iași | Totale FC Politehnica Iași | 29         | 1          |                 | 6               | 0               |                    | -                  | -                  |             | -           | -           | 35     | 1      |
| Totale carriera            | Totale carriera            | Totale carriera            | 97         | 3          |                 | 6               | 0               |                    | -                  | -                  |             | -           | -           | 103    | 3      |

### Cronologia presenze e reti in nazionale
| Cronologia completa delle presenze e delle reti in nazionale ― Capo Verde | Cronologia completa delle presenze e delle reti in nazionale ― Capo Verde | Cronologia completa delle presenze e delle reti in nazionale ― Capo Verde | Cronologia completa delle presenze e delle reti in nazionale ― Capo Verde | Cronologia completa delle presenze e delle reti in nazionale ― Capo Verde | Cronologia completa delle presenze e delle reti in nazionale ― Capo Verde | Cronologia completa delle presenze e delle reti in nazionale ― Capo Verde | Cronologia completa delle presenze e delle reti in nazionale ― Capo Verde |
| Data                                                                      | Città                                                                     | In casa                                                                   | Risultato                                                                 | Ospiti                                                                    | Competizione                                                              | Reti                                                                      | Note                                                                      |
| ------------------------------------------------------------------------- | ------------------------------------------------------------------------- | ------------------------------------------------------------------------- | ------------------------------------------------------------------------- | ------------------------------------------------------------------------- | ------------------------------------------------------------------------- | ------------------------------------------------------------------------- | ------------------------------------------------------------------------- |
| 10-10-2019                                                                | Fos-sur-Mer                                                               | Capo Verde                                                                | 2 – 1                                                                     | Togo                                                                      | Amichevole                                                                | -                                                                         | ?’                                                                        |
| Totale                                                                    |                                                                           | Presenze                                                                  | 1                                                                         |                                                                           | Reti                                                                      | 0                                                                         |                                                                           |